# Sokoły Jeziorne
Sokoły Jeziorne (Duits: Sokollen; 1935-1945: Rosensee) is een plaats in het Poolse woiwodschap Ermland-Mazurië, in het district Piski. De plaats maakt deel uit van de stad- en landgemeente Biała Piska en telt 104 inwoners.